# ديفيد همفريز (كاتب)
ديفيد همفريز (بالإنجليزية: David Humphreys)‏ هو كاتب ودبلوماسي أمريكي، ولد في 10 يوليو 1752، وتوفي في 21 فبراير 1818.